# Stabilimento Sevel Val di Sangro

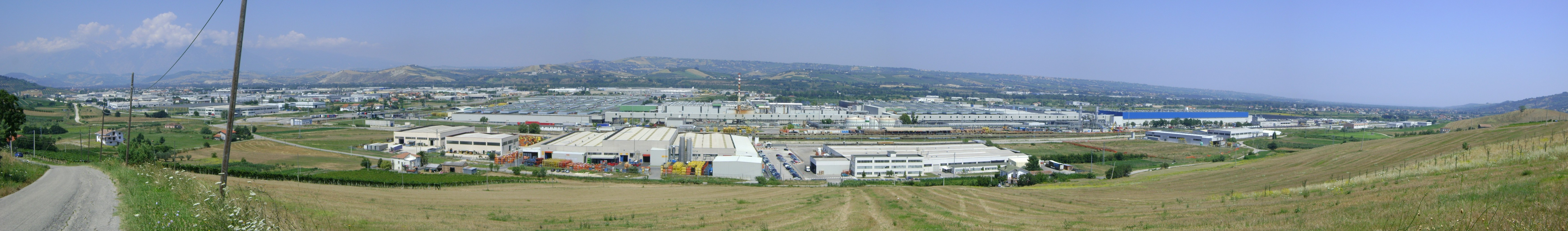
Lo stabilimento della Val di Sangro

Lo stabilimento Sevel Val di Sangro, aperto nel 1981, produce veicoli commerciali leggeri dei marchi del gruppo Stellantis (FIAT, Citroën e Peugeot).

## Storia
Lo stabilimento sorge tra i comuni di Paglieta e Atessa, al centro della Val di Sangro, e copre un'area di oltre 1200000 m², di cui 344.000 coperti. La fabbrica, considerata un importante motore per l'economia dell'Abruzzo, è attrezzata per tutti i passaggi dell'intero ciclo produttivo: lastratura, verniciatura e montaggio. Vi lavorano circa 6.200 persone, gran parte sono abruzzesi, ma vi sono anche molti molisani e stranieri.
Questo stabilimento è il più grande stabilimento di veicoli commerciali leggeri d'Europa.